# Schillerbärbling
Der Schillerbärbling (Danio albolineatus, Syn.: Brachydanio albolineatus) ist ein kleiner Karpfenfisch, der in Südostasien von Myanmar bis Laos und auf der indonesischen Insel Sumatra vorkommt, unter anderem in den Stromgebieten des Irrawaddy, Salween und Mekong.

## Merkmale
Der Schillerbärbling hat einen langgestreckten, seitlich nur wenig abgeflachten Körper. Er erreicht eine Maximallänge von 5,5 bis 6 cm, bleibt aber für gewöhnlich bei 3,5 bis 4 cm.
Seine Grundfarbe ist graugrün und irisiert bläulich bis violett, der Rücken ist dunkler, der Bauch heller. Ein rötliches Längsband beginnt in der Körpermitte und zieht sich bis zur Schwanzwurzel. Nach diesem an in Alkohol konservierten Präparaten weiß erscheinenden Längsband wurde das Art-Epitheton albolineatus vergeben (lateinisch albo „weiß“, lineatus „liniert“). Die unpaaren Flossen schimmern rötlich. Weibchen sind matter gefärbt als die Männchen, sind fülliger und werden etwas größer. Das Maul ist leicht oberständig. Es wird von zwei Paaren Barteln flankiert. Die Oberkieferbarteln reichen bis unter die Augenmitte, die längeren Unterkieferbarteln bis zum Beginn der Brustflossen. 
- Drei Reihen von Schlundzähnen in der folgenden Anordnung: 5, 4, 2; 2, 4, 5.
- Flossenformel: Dorsale 2/7, Anale 2/12–13.
- Schuppenformel: mLR 28–30, QR 30–31.

## Lebensweise
Schillerbärblinge leben in wenig strukturierten sozialen Gemeinschaften in kleinen, schnell strömenden Fließgewässern, auch in Bergbächen. Sie halten sich vor allem nahe der Oberfläche auf und ernähren sich neben Zooplankton von Insekten, die auf die Wasseroberfläche gefallen sind.

## Aquaristik
Der Schillerbärbling wurde 1911 zum ersten Mal nach Deutschland eingeführt und gehört seither zum Standardangebot des Zoofachhandels.